# TrackMania (videojuego de 2003)
TrackMania es un videojuego de carreras desarrollado por Nadeo y publicado por Enlight Software. Es el primer juego de la serie TrackMania.

## Jugabilidad
TrackMania incluye algunas pistas preconstruidas en las que los jugadores pueden correr para desbloquear "cobres", la moneda del juego. Estos se pueden usar para comprar diferentes bloques de construcción, generalmente llamados "bloques", para su pista, incluidas carreteras regulares, puntos de control, curvas largas, bucles y saltos, que se ajustan automáticamente a una cuadrícula. Las carreteras normales se pueden arrastrar para crear secciones rectas y esquinas de 90 grados. La mayoría de los otros bloques se conectan automáticamente colocándolos uno al lado del otro. Hay tres entornos para elegir: Rally, Snow y Desert, cada uno de los cuales ofrece un automóvil único. También hay tres modos: Carrera, Rompecabezas y Supervivencia, cada uno de los cuales presenta un número igual de pistas para cada entorno. El modo "Supervivencia" no aparece en los juegos posteriores, aunque Platform tiene algunas similitudes.
TrackMania tiene tres estilos de autos, super minis de rally (Renault), 4x4 alpinos (Suzuki) y autos de velocidad (Ford Escort). Cada uno tiene numerosas capas de pintura haciendo un total de 87 coches diferentes disponibles. Con el editor de gráficos integrado o externo, los jugadores pueden crear sus propias máscaras o modificar los originales.
El juego cuenta con una opción de red, que permite a los jugadores competir a través de hotseat o una LAN, y a través de Internet, mientras que los jugadores pueden cargar sus pistas o máscaras creadas a el sitio web del juego para que lo utilicen otros jugadores.

## Recepción
El juego recibió críticas "promedio" según el sitio web agregación de reseñas Metacritic. Alex Navarro de GameSpot dijo que el juego "vale la pena si tienes algún interés en los juegos de conducción para PC o si alguna vez te gustaron los autos en miniatura cuando eras niño". Al decir que "la mecánica de conducción no es perfecta, y no hay mucho que ver", sin embargo, lo llamó "un gran juego con mucha profundidad y atractivo duradero". Scott Osborne de GameSpy calificó las carreras como "rápidas y razonablemente divertidas", pero también dijo que "a menudo son demasiado fáciles y siempre demasiado cortas", criticando la brevedad del modo un jugador y puzzle. Tom McNamara de IGN dijo que "el juego se ve bastante bien", pero que "no es divertido jugar tanto como es divertido jugar "con", finalmente lo llama "una diversión temporal" que "simplemente no puede competir con los grandes".
GameSpot describió el juego como el mejor juego de computadora de julio de 2004. El juego también quedó en segundo lugar en el premio al "Juego más sorprendentemente bueno" del sitio, que fue para The Chronicles of Riddick: Escape from Butcher Bay.

## TrackMania Original
TrackMania Original es un relanzamiento del 12 de octubre de 2005 de TrackMania que se ejecuta en el motor gráfico Sunrise. Cuenta con más de 10 nuevos tipos de bloques, desde los parches PowerUp! y (inédito) SpeedUp!, Así como algunas funciones de Sunrise, como paneles publicitarios y efectos "Media Tracker". Esta versión también permite al jugador importar modelos 3D para los autos, que también pueden ser dañados. Se lanzó de forma gratuita para los propietarios de TrackMania, en forma de parche/paquete de expansión, y se puso a disposición en la tienda como una edición de coleccionista barata que contiene características adicionales.